# Lajos Parti Nagy
Lajos Parti Nagy (n. 1953) este un scriitor maghiar.

## Opere literare
- Angyalstop (poezii, 1982)
- Csuklógyakorlat (poezii, 1986)
- Szódalovaglás (poezii, 1990)
- Se dobok, se trombiták (nuvele, 1993)
- Esti kréta (colecție poezii, 1995)
- Ibusár – Mauzóleum (opere de teatru, 1996)
- A test angyala (roman, 1997)
- A hullámzó Balaton (nuvele, 1999)
- Hősöm tere (roman, 2000)
- Fényrajzok (2001)
- Kacat, bajazzó 2002)
- Grafitnesz (poezii, 2003)
- A fagyott kutya lába (nuvele, 2006)
- A vak murmutér (proză, 2007)
- A pecsenyehattyú és más mesék (povești, 2008)

## Traduceri
- Tomaž Šalamun: Póker (1993)
- Michel Tremblay: Sógornők
- Eberhard Streul: Kellékes
- Molière: Úrhatnám polgár
- Molière: Tartuffe
- Julian Crouch, Phelim McDermott: Jógyerekek képeskönyve
- Werner Schwab: Elnöknők (közös munka Szilágyi Máriával)